# Лисковица
Лисковица је насељено мјесто у општини Мркоњић Град, Република Српска, БиХ. Према попису становништва из 1991. у насељу је живјело 1.067 становника.

## Географија
Налази се на надморској висини од 628 метара.

## Становништво
Према службеном попису становништва из 1991. године, Лисковица је имала 1.067 становника. Срби су чинили око 12% од укупног броја становника, а већинско становништво су били Хрвати са 86% становника.
| Националност       | 1991.        | 1981.        | 1971.        |
| Хрвати             | 921 (86,31%) | 979 (85,57%) | 888 (81,24%) |
| Срби               | 132 (12,37%) | 160 (13,98%) | 203 (18,57%) |
| Југословени        | 10 (0,93%)   | 3 (0,26%)    | 0            |
| Муслимани          | 1 (0,09%)    | 2 (0,17%)    | 2 (0,18%)    |
| остали и непознато | 3 (0,28%)    | 0            | 0            |
| Укупно             | 1.067        | 1.144        | 1.093        |